# Nadorojna, Tlumaci
Nadorojna (în ucraineană Надорожна) este o comună în raionul Tlumaci, regiunea Ivano-Frankivsk, Ucraina, formată numai din satul de reședință.

## Demografie
Componența lingvistică a comunei Nadorojna
     Ucraineană (99,61%)
     Alte limbi (0,4%)
Conform recensământului din 2001, majoritatea populației comunei Nadorojna era vorbitoare de ucraineană (99,61%), existând în minoritate și vorbitori de alte limbi.